# Thyde Monnier
Pour les articles homonymes, voir Monnier.
Ne pas confondre avec Mathilde Monnier, chorégraphe française
 (janvier 2024).
Si vous disposez d'ouvrages ou d'articles de référence ou si vous connaissez des sites web de qualité traitant du thème abordé ici, merci de compléter l'article en donnant les références utiles à sa vérifiabilité et en les liant à la section « Notes et références ».
Thyde Monnier, nom de plume de Mathilde Monnier, née à Marseille le 23 juin 1887 et morte à Nice le 18 janvier 1967, est une écrivaine et féministe française.

## Biographie

### Enfance et formation

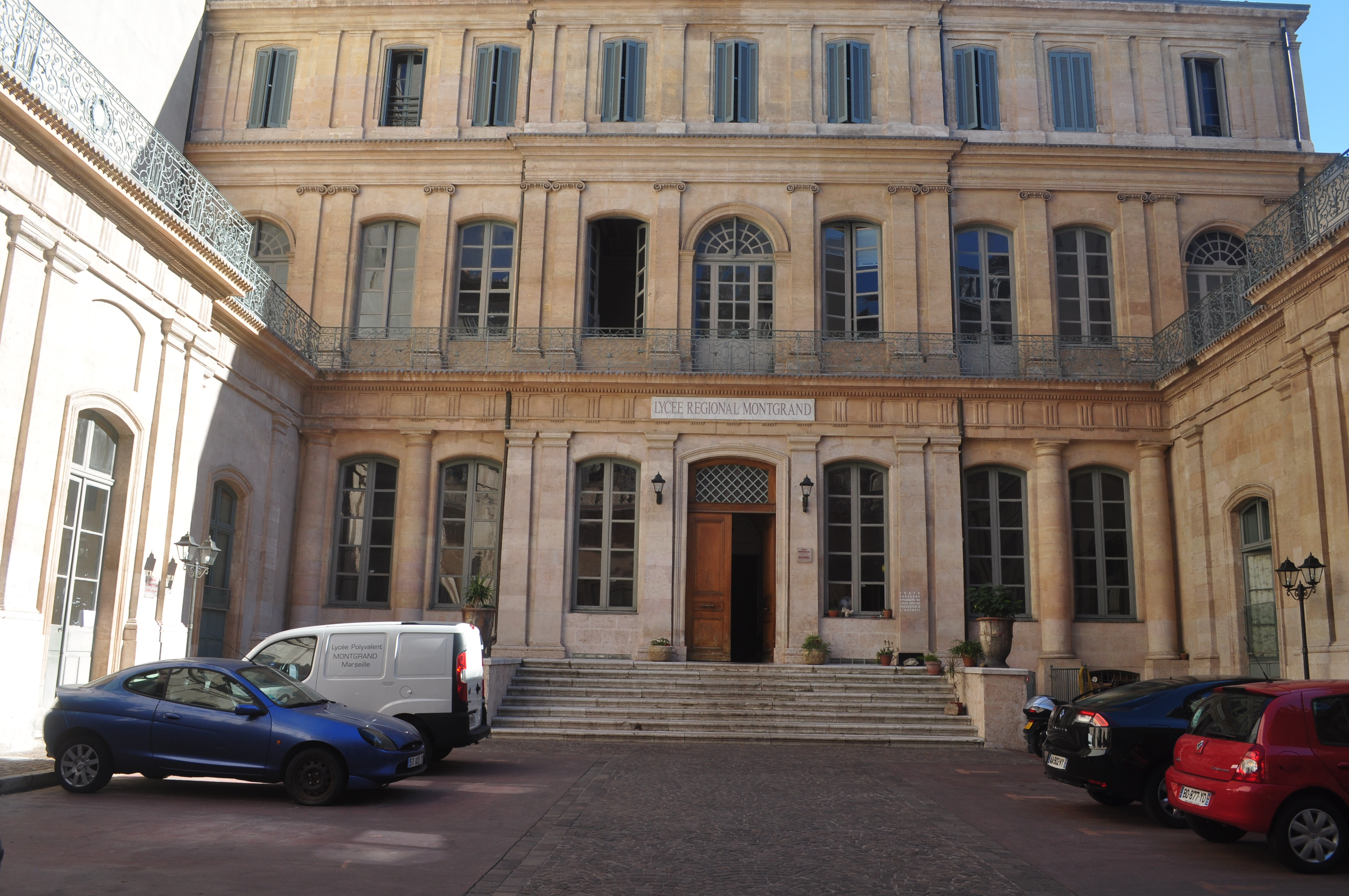
Lycée Montgrand à Marseille

Mathilde Monnier naît à Marseille au 36, rue de Rome, où ses parents sont commerçants.
Durant sa scolarité, elle témoigne surtout de l'intérêt à écrire des poèmes et dessiner. Elle est élève au Lycée Montgrand qu'elle quitte en 1897 pour travailler en tant qu'ouvrière dans le magasin Le Corset de Satin (situé dans la maison de Pierre Puget à la rue de Rome à Marseille). Dans ce magasin, qui appartient à sa mère, elle apprend le métier de corsetière.
Durant cette période, elle rédige sa première pièce de théâtre intitulée Marie Routier. Elle obtient sa première récompense littéraire en 1906 (un prix de poésie) pour un sonnet à Mistral. Elle collabore à diverses revues.

### L'expérience du mariage
Elle ne quitte la boutique familiale qu'à son mariage, en 1910, avec Maurice Pourchier, ami de son frère, qui est mobilisé en 1914. Le couple s'installe à Allauch, village provençal situé à douze kilomètres du centre-ville de Marseille. Lorsque son mari est blessé en 1915, elle part le soigner. Il contracte une pneumonie et elle s’occupe de lui, mais il lui montre peu de reconnaissance. Dès sa guérison, il vit sa passion pour les matchs de football et la délaisse. En 1915 le couple s'installe à Canton Rouge.
Elle publie Cette vieille romance en 1924, Mon bel été en 1926.
En 1927, après une violente altercation, elle quitte le domicile conjugal et divorce. Elle fait la connaissance d'un ami de sa sœur, jeune homme de 25 ans (elle en a alors 40).

### Les années 1930
Elle l'épouse en 1932 et ils s'installent à Saint-Raphaël et à Bandol. Ils voyagent ensuite dans la France entière durant une longue période avant de divorcer en 1940. De ses deux expériences conjugales, elle tirera une conclusion féministe, proclamant la nécessité d'une libération qui commence par la libération sexuelle. Deux de ses livres défendent cette position. Leurs titres sont significatifs : De l'homme à la femme et La Dernière Esclave.
Elle obtient le prix de la poésie libre pour une plaquette Or moi, bateau perdu en 1936, et fait ses débuts de romancière la même année avec La  Rue courte (prix Cazes). Ce roman qui dépeint la vie des modestes villageois et villageoises d'Allauch lui vaut la célébrité en 1937 (une rue du village d'Allauch porte son nom). Elle  y développe ses idées féministes à la suite de son expérience du mariage. L'action de son roman se déroule notamment au vieux village d'Allauch, où elle a habité avec son premier mari. Elle estime qu'il existe dans le mariage une domination du mari qui met l'épouse dans une situation intenable.
En 1937-1938, elle entame le roman-cycle intitulé Les Desmichels, chronique de la vie populaire en Provence, très ancrée dans la culture provençale et dont la langue française est imprégnée de langue provençale. Elle restera son œuvre la plus connue (l'ensemble fera l'objet d'une adaptation télévisée diffusée entre 1974 et 1976).

### Pendant la Seconde Guerre mondiale
En septembre 1939, elle demande officiellement par écrit la libération de Jean Giono, son ami, qui est emprisonné pour pacifisme au fort Saint-Laurent. Elle lui envoie également l'avocat de sa famille qui contribuera à le faire libérer.
En novembre 1940, à Manosque, elle séduit un jeune protégé de Giono, Pierre Magnan (elle a cinquante-trois ans, il en a dix-huit). Ils vivront ensemble pendant dix ans. Entre 1943 et la Libération elle l'aide à se soustraire au service du travail obligatoire (STO), en l'emmenant à Saint-Pierre d'Allevard dont elle connaissait l'instituteur. Il y écrira son premier roman, L'Aube insolite, inspiré par les villageois et les maquisards. Elle l'utilisera pour le cadre de son roman Le Vin et le Sang. Pierre Magnan évoquera sa relation avec Thyde Monnier dans son livre de 1990 Pour saluer Giono et dans son récit autobiographique  de 2004 Un monstre sacré.
En 1941, Nans le berger  reçoit le prix de La Guilde du Livre.

### Après-guerre
Thyde Monnier écrit également de nombreux essais, des mémoires, Moi, en quatre tomes et une pièce de théâtre.
Elle vit sur les hauteurs de Nice, à Cimiez, dans la bastide « L'oiseau chanteur ». Elle y reçoit Montherlant, Cocteau et d'autres écrivains.
Elle y écrit son dernier livre et unique roman historique La Ferme des quatre reines.
Plusieurs distinctions lui sont décernées, notamment le prix Victor-Margueritte et le Prix de l'Académie française. Sollicitée pour succéder à Colette à l'Académie Goncourt, elle refuse, préférant rester à Nice, dans son quartier de Cimiez, où elle meurt le 18 janvier 1967, à soixante-dix neuf ans. Elle est enterrée à Marseille, selon ses vœux.

## Œuvres

### Romans

#### CycleLes Desmichels
- tome I : Grand-Cap, Grasset, 1937 ; réédition, J'ai lu no 206, 1964 ; réédition, Presses pocket no 1431, 1977
- tome II : Le Pain des pauvres, Grasset, 1938 ; réédition, J'ai lu no 210-211, 1965 ; réédition, Presses pocket no 1432, 1977
- tome III: Nans le berger, La Guilde du Livre, 1942 ; réédition, J'ai lu no 218-219, 1965 ; réédition, Presses pocket no 1433, 1977 - Prix Lucien Tisserant (1944) de l'Académie française[3].
- tome IV : La Demoiselle, Julliard, 1944 ; réédition, J'ai lu no 222-223, 1965 ; réédition, Presses pocket no 1434, 1977
- tome V : Travaux, Julliard, 1945 ; réédition, J'ai lu no 231-232, 1965 ; réédition, Presses pocket no 1435, 1977
- tome VI : Le Figuier stérile, Julliard, 1947 ; réédition, J'ai lu no 237-238, 1965 ; réédition, Presses pocket no 1436, 1977
- tome VII : Les Forces vives, Julliard, 1948 ; réédition, Presses pocket no 1437, 1977

#### CyclePetites destinées
- tome I : La Rue courte, Grasset, 1937 ; réédition, LGF, coll. « Le Livre de poche » no 2278, 1967 ; réédition, Grasset, coll. « Les Cahiers rouges » no 267, 1998
- tome II : Annonciata, Grasset, 1939
- tome III : Cœur, Plon, 1951 ; réédition, Dites, coll. « J'ai lu » no 46, 1959

#### CyclePierre Pacaud
- tome I : Fleuve, Éditions du Milieu du Monde, 1942 ; réédition, LGF, coll. « Le Livre de poche » no 143-144, 1955
- tome II : Barrage d'Arvillard, Éditions du Milieu du Monde, 1946
- tome III : Pourriture de l'homme, Éditions du Milieu du Monde, 1949
- tome IV : Largo, Éditions du Milieu du Monde, 1954

#### CycleMoi
- tome I : Faux départ, Éditions du Rocher, 1949
- tome II : La Saison des amours, Éditions du Rocher, 1950
- tome III : Sur la corde raide, Éditions du Rocher, 1951
- tome IV : Jetée aux bêtes, Éditions du Rocher, 1955

#### CycleL'Huile vierge
- tome I : L'Huile vierge, Arthème Fayard, 1952
- tome II : Le Déjeuner sur l'herbe, Arthème Fayard, 1953
- tome III : Retour aux îles, Arthème Fayard, 1954

#### CycleLes Franches Montagnes
- tome I : La Combe, Plon, 1949
- tome II : Ingrattière, Plon, 1950
- tome III : Le Grand Courbe, Plon, 1954
- tome IV : Image du parfait bonheur, Plon, 1954
- tome V : Éternellement, Plon, 1956

- tome I  : Elle sème le vent, Plon, 1967
- tome II : Elle récolte la tempête, Plon, 1967

#### Autres romans
- La Veuve aux yeux verts (roman policier), Éditions Gutenberg, 1945
- Le Vin et le Sang, Julliard, coll. « Sequana », 1946
- Permission d'être heureux, Gallimard, 1952
- La Désirade, Arthème Fayard, 1956
- La Dernière Esclave, Éditions de la Fontaine, 1956
- Madame Roman, Arthème Fayard, 1957
- Je ne suis pas des vôtres, Arthème Fayard, 1958
- Les Cinq Doigts de la main, Arthème Fayard, 1959
- La Graine, Bernard Grasset, 1962
- La Ferme des quatre reines (roman historique), Plon, 1963
- J'ai joué le jeu, Julliard, 1963

### Poésie
- Cette vieille romance, Éditions des Tablettes, 1923
- Or moi, bateau perdu..., Albert Messein, 1936
- Amour de la vie, avec lithographies de Jean Cassarini, 1948

### Recueil de nouvelles
- Il n'y a plus d'harmonicas, Éditions des Quatre Vents, 1946

### Ouvrages de littérature d'enfance et de jeunesse
- Histoires de Mamé (contes pour enfants), illustré par Jo Roux, Éditions Gutenberg, 1946
- Brin d'avoine (roman pour enfants), illustré par Otomasi, Éditions Gutenberg, 1946
- Ki Ki T'San, fétiche, Éditions des Deux-Rives, 1947

### Essai
- De l'homme à la femme : essai sur les contacts sociaux, sexuels, affectifs de l'homme et de la femme, André Martel, 1954

### Autres publications
- Le Jour vert : chronique champêtre, Bernard Grasset, 1960
- Entre parenthèses, extrait de journal, Bernard Grasset, 1961

## Hommage
Portent le nom de Tyde-Monnier une rue du 11e arrondissement de Marseille, une rue de Solliès-Toucas (Var), une rue de Baillargues (Hérault), un gymnase à Allauch.
Un ''Grand Prix Thyde-Monnier'' est décerné depuis 1975 par la Société des gens de lettres, lors de sa session d'automne.